# Championnat de Saint-Christophe-et-Niévès de football 2015-2016
Navigation
Saison précédente Saison suivante
La saison 2015-2016 du Championnat de Saint-Christophe-et-Niévès de football est la cinquante-troisième édition de la Premier League, le championnat de première division à Saint-Christophe-et-Niévès. Les dix formations de l'élite sont réunies au sein d'une poule unique où elles s'affrontent trois fois au cours de la saison. À l'issue du championnat, les quatre premiers se qualifient pour la phase finale tandis que les deux derniers sont relégués, le barrage de promotion-relégation étant supprimé. Lors de la phase finale, les quatre clubs qualifiés s'affrontent une fois puis les deux premiers jouent la finale pour le titre, en deux matchs gagnants. 
C'est le club de Cayon Rockets qui remporte la compétition cette saison après avoir battu Caribbean Stars Conaree FC lors de la finale nationale. Il s’agit du second titre de champion de Saint-Christophe-et-Niévès de l'histoire du club après celui remporté en 2002.
Cette édition du championnat est historique puisque pour la première fois en Super League, une formation de l'île de Niévès, le CCC Bath United, participe à la compétition. Il ne parvient pas à se maintenir parmi l'élite et doit redescendre en Second Division à l'issue de la saison.

## Les clubs participants
- Village Superstars
- Garden Hotspurs
- CCC Bath United - Promu de Second Division
- Caribbean Stars Conaree FC
- St Peter's FC
- Newtown United
- St. Paul's United FC
- Cayon Rockets
- SPD United FC
- Rivers of Living Water FC - Promu de Second Division

## Compétition
Le barème de points servant à établir le classement se décompose ainsi :
- Victoire : 3 points
- Match nul : 1 point
- Défaite : 0 point

### Phase régulière
| Rang | Équipe                     | Pts | J  | G  | N | P  | Bp | Bc  | Diff |
| ---- | -------------------------- | --- | -- | -- | - | -- | -- | --- | ---- |
| 1    | Newtown United             | 58  | 27 | 18 | 4 | 5  | 68 | 20  | +48  |
| 2    | Caribbean Stars Conaree FC | 54  | 27 | 15 | 9 | 3  | 69 | 28  | +41  |
| 3    | St. Paul's United FCT      | 49  | 27 | 14 | 7 | 6  | 60 | 27  | +33  |
| 4    | Cayon Rockets              | 49  | 27 | 14 | 7 | 6  | 49 | 28  | +21  |
| 5    | Garden Hotspurs FCC        | 49  | 27 | 14 | 7 | 6  | 41 | 23  | +18  |
| 6    | Village Superstars         | 40  | 27 | 12 | 4 | 11 | 67 | 43  | +24  |
| 7    | St Peter's FC              | 37  | 27 | 10 | 7 | 10 | 47 | 35  | +12  |
| 8    | SPD United                 | 27  | 27 | 6  | 9 | 12 | 29 | 49  | -20  |
| 9    | CCC Bath UnitedP           | 7   | 27 | 2  | 1 | 24 | 22 | 95  | -73  |
| 10   | Rivers of Living Water FCP | 7   | 27 | 2  | 1 | 24 | 27 | 131 | -104 |

|  | Qualification pour la phase finale                                                   |
|  | Relégation directe en Second Division                                                |
|  | T : Tenant du titre C : Vainqueur de la Coupe nationale P : Promu de Second Division |

### Phase finale
| Rang | Équipe                     | Pts | J | G | N | P | Bp | Bc | Diff |  | Résultats (▼ dom., ► ext.) | CSC | Cay | SPa | New |
| ---- | -------------------------- | --- | - | - | - | - | -- | -- | ---- |  | -------------------------- | --- | --- | --- | --- |
| 1    | Caribbean Stars Conaree FC | 7   | 3 | 2 | 1 | 0 | 5  | 3  | +2   |  | Caribbean Stars Conaree FC |     | 2-1 | 3-2 | 0-0 |
| 2    | Cayon Rockets              | 4   | 3 | 1 | 1 | 1 | 3  | 2  | +1   |  | Cayon Rockets              |     |     | 0-0 | 2-0 |
| 3    | St. Paul's United FCT      | 4   | 3 | 1 | 1 | 1 | 3  | 3  | 0    |  | St. Paul's United FCT      |     |     |     | 1-0 |
| 4    | Newtown United             | 1   | 3 | 0 | 1 | 2 | 0  | 3  | -3   |  | Newtown United             |     |     |     |     |

|  | Qualification pour la finale |
|  | T : Tenant du titre          |

### Finale nationale
La finale se joue en deux rencontres gagnantes. Les rencontres se disputent au Warner Park de Basseterre.
| Équipe 1                   | Résultat      | Équipe 2                   |
| -------------------------- | ------------- | -------------------------- |
| Cayon Rockets              | 0 - 2         | Caribbean Stars Conaree FC |
| Caribbean Stars Conaree FC | 0 - 1         | Cayon Rockets              |
| Caribbean Stars Conaree FC | 0 - 0 1-3 tab | Cayon Rockets              |

- Cayon Rockets remporte la série deux victoires à une et est sacré champion.

## Bilan de la saison
| Championnat de Saint-Christophe-et-Niévès de football 2015-2016 |                           |
| Champion                                                        | Cayon Rockets (2e titre)  |
| Coupes et trophées                                              |                           |
| Vainqueur de la Coupe de Saint-Christophe-et-Niévès 2015-2016   | Garden Hotspurs FC        |
| Qualifications continentales                                    |                           |
| CFU Club Championship 2017                                      | Aucun                     |
| Promotions et relégations                                       |                           |
| Promus en Premier League                                        | United Old Road Jets      |
| Promus en Premier League                                        | Sandy Point FC            |
| Relégués en Second Division                                     | CCC Bath United           |
| Relégués en Second Division                                     | Rivers of Living Water FC |